# Manhay
Manhay [man(h)ɛ] (en wallon Manhé) est une commune francophone de Belgique située en Région wallonne dans la province de Luxembourg, ainsi qu’une localité où siège son administration.

## Géographie

### Description de la commune
La commune de Manhay se trouve entièrement en Ardenne. 60 % du territoire est couvert par la forêt. Le secteur primaire (agriculture - sylviculture) occupe environ 30 % de la population active de la commune. L'altitude varie de 180 mètres (Roche-à-Frêne) à 643 mètres (bois près de la Baraque de Fraiture). L'Aisne prend sa source dans la commune sur le plateau des Tailles, entre dans la commune d'Érezée puis fait de nouveau un bref passage dans la commune à Roche-à-Frêne.
L’autoroute E25 traverse la partie orientale de la commune du nord au sud. Les sorties 48bis, 49 et 50 se situent chaque fois à la limite de la commune.

### Localités
La commune de Manhay compte 6 sections, qui comportent toutes plusieurs villages ou hameaux:

#### Sections
| Nom           | Superf. (km²) | Habitants (2020) | Habitants par km² | Code INS |
| ------------- | ------------- | ---------------- | ----------------- | -------- |
| Grandmenil    | 32,86         | 787              | 24                | 83055A   |
| Harre         | 18,14         | 991              | 55                | 83055B   |
| Vaux-Chavanne | 15,08         | 599              | 40                | 83055C   |
| Malempré      | 10,92         | 317              | 29                | 83055D   |
| Odeigne       | 17,06         | 314              | 18                | 83055E   |
| Dochamps      | 26,00         | 563              | 22                | 83055F   |

#### Villages et hameaux
- Dochamps : Forge-à-l'Aplé, Freyneux, Lamorménil
- Grandménil : Chêne-al'Pierre, Lafosse, La Fourche, Basse Monchenoule, Haute Monchenoule
- Harre : Champ de Harre, Deux-Rys, Fays, La Fange, Roche-à-Frêne
- Malempré : Xhout-si-Plout
- Odeigne : Oster
- Vaux-Chavanne : Manhay (siège)

Il existe donc aussi un village nommé Manhay, qui a donné son nom à la commune mais qui n'est pas une section mais une localité située dans la section de Vaux-Chavanne.

### Communes limitrophes
La commune est délimitée au nord et à l’est par la province de Liège.
| Durbuy  | Ferrières           | Stoumont            |
| Érezée  | Manhay              | Lierneux            |
| Rendeux | La Roche-en-Ardenne | Vielsalm Houffalize |

### Situation du village
Le village de Manhay qui n'était donc pas une commune avant la fusion des communes se situe au carrefour de plusieurs routes nationales : la N30 (Liège-Bastogne), la N806 (Manhay-Bomal) et la N651 (Manhay-Basse-Bodeux). On y trouve la maison communale, une école secondaire (l'Athénée Royal de Manhay-Vielsalm) et plusieurs commerces.

## Démographie

### Évolution démographique de la commune fusionnée
En tenant compte des anciennes communes entraînées dans la fusion de communes de 1977, on peut dresser l'évolution suivante:
- Source: DGS , de 1831 à 1981=recensements population; à partir de 1990 = nombre d'habitants chaque 1 janvier[3]

## Héraldique
|  | La commune possède des armoiries. Blasonnement : D’argent à une tête-et-col de cerf de sable accostée et soutenue de trois losanges d’azur, au chef de gueules à trois feuilles de chêne d’or posées en pal et rangées. - Délibération communale : 3 octobre 1995 - Arrêté de l'exécutif de la communauté : 28 mars 1996 Source du blasonnement : Lieve Viaene-Awouters et Ernest Warlop, Armoiries communales en Belgique, Communes wallonnes, bruxelloises et germanophones, t. 2 : Communes wallonnes M-Z, Communes bruxelloises, Communes germanophones, Bruxelles, Dexia, 2002. |

## Politique et administration

### Conseil et collège communal 2024-2030
| Collège communal   |               |                                  |
| ------------------ | ------------- | -------------------------------- |
| Bourgmestre        | Anne Mottet   | Les Engagés - Ensemble Avec Vous |
| 1er Échevin        | Jérôme Voz    | MR - Ensemble Avec Vous          |
| 2e Échevin         | Pascal Daulne | MR - Ensemble Avec Vous          |
| 3e Échevin         | Marc Pottier  | MR - Ensemble Avec Vous          |
| Présidente du CPAS | Nancy Muhlen  | MR - Ensemble Avec Vous          |

### Sécurité et secours
La commune fait partie de la zone de police Famenne-Ardenne pour les services de police, ainsi que de la zone de secours Luxembourg pour les services de pompiers.
Le numéro d'appel unique pour ces services est le 112.

## Patrimoine et culture

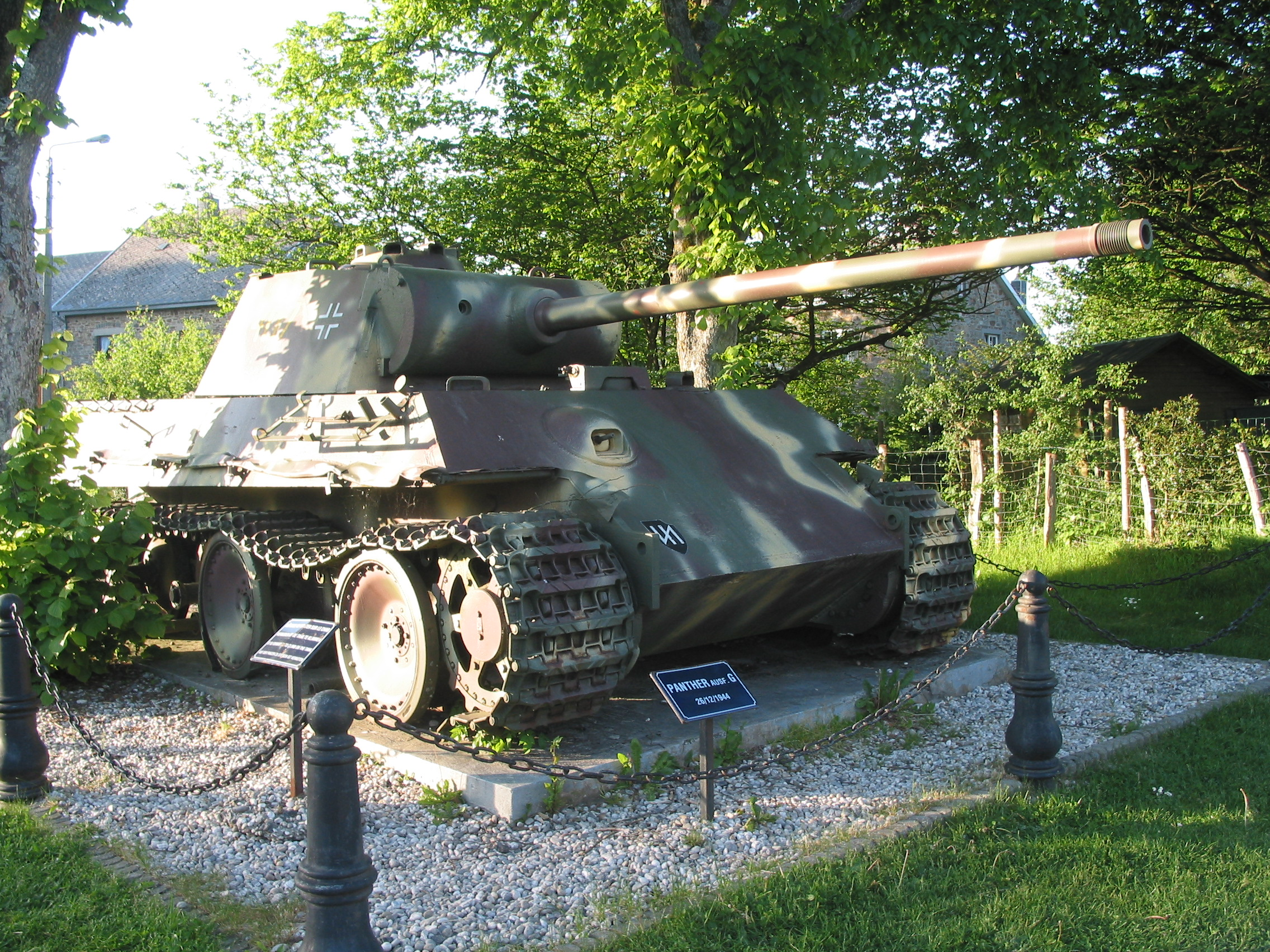
À Grandménil, le char allemand vestige de la bataille des Ardennes (1944).

## Enseignement
L'école fondamentale communale est composée de 7 implantations :
- Grandmenil ;
- Malempré ;
- Vaux-Chavanne ;
- Harre ;
- Dochamps ;
- Oster ;
- Odeigne.

Implantation de la communauté française :
L’implantation se situe dans la petite commune verdoyante de Manhay et se veut familiale.
Les élèves sont accueillis dès la première année maternelle pour poursuivre une scolarité qui peut les conduire jusqu’à la 6e année de l’enseignement secondaire (Dans l’enseignement professionnel : menuiserie, mécanique d’entretien, services sociaux)
Au 1er degré de l’enseignement secondaire, c’est l’enseignement général et l’enseignement différencié que les élèves peuvent poursuivre sur le site de Vielsalm.

## Économie
Transports en commun: La commune est notamment desservie par le bus 1011 Liège - Bastogne - Arlon - Athus.
En 2001, la commune a vu naître, dans l'ancien ermitage Saint-Antoine à Fays (Harre), un centre d'accueil pour demandeurs d'asile de la Croix-Rouge.
En 2013 soit 68 ans après la fin de la Seconde Guerre mondiale, la commune a enfin reçu de l'État belge les dommages de guerre auxquels elle avait droit. Elle a reçu plus de 6 millions d'euros.

### Tourisme
Le Parc Chlorophylle, parc récréatif consacré au milieu forestier, se trouve à Dochamps.

## Sports et vie associative

### Sports
- La Royale Entente sportive Harre-Manhay, club de football.

## Habitants célèbres
- Jean-Théodore-Hubert Jacques est né à Dochamps en 1799. Secrétaire communal dès 1814, puis receveur de plusieurs communes et fonctionnaire provincial, il est désigné en 1830 par Charles Rogier pour exercer les fonctions de commissaire de district de Marche-en-Famenne. Élu membre du Congrès national, il en sera le dernier survivant à son décès intervenu en 1894. Il siège encore à la Chambre de 1831 à 1833 et de 1848 à 1857, tout en occupant le poste de commissaire d'arrondissement de Marche de 1830 à 1848 et de conseiller provincial du Luxembourg de 1836 à 1848[5].
- Antoine Duquesne (1941-2010), ancien Ministre d'État originaire de la commune, en fut également le bourgmestre.
- Le chanteur et musicien rock flamand Daan y a élu domicile. Un de ses albums (2009) est intitulé Manhay en hommage à la commune.
- Olivier Werner, joueur de football, est originaire de Manhay.